# Jean Stas
Jean Servais Stas (Lovaina, 1813 - Bruselas, 13 de diciembre de 1891) fue un químico analítico belga.
Stas nació en Lovaina y fue educado inicialmente como médico. Pasó a la química y trabajó posteriormente en la École Polytechnique de París bajo la dirección de Jean-Baptiste Dumas. Stas y Dumas establecieron el peso atómico del carbono pesando una muestra del material puro, quemándolo en oxígeno puro, y entonces determinado por pesaje el bióxido de carbono.
En 1840, Stas fue designado profesor en la escuela militar real en Bruselas. Adquirió fama internacional determinando los pesos atómicos de los elementos con una precisión no antes lograda, usando masa atómica de 16 para el oxígeno como su estándar. Sus resultados refutaron la hipótesis del físico inglés Guillermo Prout que todos los pesos atómicos deben ser múltiplos integrales del hidrógeno. Estas medidas cuidadosas, exactas del peso atómico de Stas avalaban el sistema periódico de Dmitri Mendeleev.
Stas se retiró en 1869 debido a problemas con su voz causada por una dolencia de la garganta. Se hizo comisión de la casa de moneda, pero dimitió en 1872 porque discrepó sobre la política monetaria del gobierno. Jean Stas murió en Bruselas y fue enterrado en Lovaina.

## Honores
Fue galardonado en 1885 con la medalla Davy, concedida por la Royal Society «por sus investigaciones sobre el peso atómico».